# Billerica
Billerica város az USA Massachusetts államában, Middlesex megyében. Lakosainak száma 42 119 fő (2020. április 1.).

## Népesség
A település népességének változása:
| Lakosok száma | 1646 | 40 243 | 42 119 |
|               | 1850 | 2010   | 2020   |